# Likoma (Distrikt)
Der Distrikt Likoma ist der kleinste von 28 Distrikten in Malawi. Als eine kleine Exklave im mosambikanischen Hoheitsgewässer im Malawisee befindet sich der Distrikt nur etwa fünf Kilometer vom mosambikanischen Ufer des Malawisees entfernt.

## Geografie
Der zur Northern Region zugehörige Distrikt erstreckt sich über die zwei Inseln Likoma und Chizumulu. Zum malawischen Festland sind es von Chizumulu aus 46 Kilometer, der nächstliegende malawische Hafen Nkhata Bay liegt 55 Kilometer entfernt. Die beiden Inseln liegen 10 Kilometer auseinander.

## Bevölkerung
14.527 Menschen (2018), die sich über beide Inseln verteilen, leben auf einer Fläche von 18 km². Trotz dieser relativ kleinen Fläche wuchs die Bevölkerung in den Jahren 1998–2008 um 29,4 %; das Wachstum lag damit nur etwa zwei Prozentpunkte unter dem Landesdurchschnitt. Likoma hat die höchste Bevölkerungsdichte aller Distrikten Malawis. Mit damals 580 Einwohnern pro km² lag der Distrikt 2008 fast doppelt so hoch wie der nächstfolgende. Auch mit der Personenzahl pro Haushalt ist Likoma mit 5,2 Spitzenreiter in Malawi, Städte eingeschlossen.
Ethnisch stammt der größte Teil der Bevölkerung von den Nyanja und den Tonga ab, wobei meist Nyanja gesprochen wird und Dialekte wie Cobue und Tonga mehr auf der Insel Chizumulu vorkommen. 99 % der Bevölkerung sind Christen und gehören vorwiegend der Anglikanischen Kirche an.

## Wirtschaft
Der Tourismus spielt eine Rolle. Es gibt einige wenige Lodges für Rucksacktouristen und für den mittleren Standard. Die Distriktverwaltung und die malawische Regierung versucht, die beiden Inseln für den Tourismus zu entwickeln.